# 克林貢相棋
克林貢相棋（Klin Zha），是出現在1984年星艦奇航記小说《最后的反思》，設定為克林貢所玩的象棋類遊戲。

## 棋具
- 9x9的三角形棋格棋盤。其中每邊中間格到中心點作標記，畫分棋盤為三區，各代表一玩家的區域。
- 兩位玩家各有七種十枚棋子，以兩色區分敵我。
  - Fencer一枚、Lancer一枚、Swift一枚、Fliers兩枚、Vanguards三枚、Blockader一枚、Goal一枚。

## 規則
- 正向定義為平行其中一棋邊的方向。
- 空秤開局，每方輪流將一己棋放於己方區域的一空格。Goal最後放，要放在一枚非Blockader的己棋上，並視同一體移動。放完開始行棋。
- 每方輪流移動一枚己棋，至空格或可吃的敵棋處。若至敵棋處，將後者移除棋盤。
  - Blockader不能吃子也不能被吃。
  - 不可吃鄰邊有敵方Blockader的敵棋。
- 各棋子移動：
  - Fencer移動一到三格，不得越子，可沿棋邊轉向但不能重複路徑。
  - Lancer沿一正向移動一到三格，不得越子。
  - Swift沿一正向移動二到四格，不得越子。
  - Fliers沿一正向移動三到六格，可越子。
  - Vanguardss沿一正向移動一格。
  - Blockader沿一正向移動一到二格。Blockader與有Goal的己棋不能以鄰邊相鄰。
- 以吃掉上面有Goal的敵棋獲勝[2]。

## 外部連結
- 遊戲介紹 （页面存档备份，存于）
- 遊戲下載 （页面存档备份，存于）
- 遊戲下載 （页面存档备份，存于）